# Realgemeinde
Realgemeinden sind Grundgenossenschaften mit nach Grundeigentum gestuftem Stimmrecht ihrer Mitglieder (ähnlich wie bei Kuxen) oder als Körperschaft des öffentlichen Rechts organisiert (Realkörperschaft).
Realgemeinden haben das moderne Kommunalrecht überlebt. Ihnen gehörten in früheren Zeiten die gemeinsam genutzten Grundstücke (Dorfteich, Gänseanger, Waldhutungen); vgl. Allmende. Wo sie rechtlich bis ins späte 20. Jahrhundert überlebten, standen sie oft im Strukturkonflikt mit den politischen Gemeinden, was die Bau- und Landesplanung und die Widmung dieser Grundstücke anbetraf. Um diese Konflikte zu entschärfen, ist vielfach ihre Auflösung betrieben worden, was in mehreren Fällen als nicht rechtsstaatswidrig durch das Bundesverwaltungsgericht angesehen worden ist. Danach war es statthaft, das Vermögen der betroffenen Realgemeinden auf die jeweilige politische Gemeinde zu übertragen.
Auch der Bundesfinanzhof hatte sich als oberste Instanz für Steuerstreitigkeiten mit einer Steuerfrage einer als Körperschaft des öffentlichen Rechts organisierten Realgemeinde zu befassen. Danach sind Realgemeinden mit ihren anteiligen Einkünften wie bei einer land- und forstwirtschaftlichen Mitunternehmerschaft mit allen Konsequenzen als Land- und Forstwirte zu behandeln. Sie werden somit nicht wie sonstige Körperschaften des öffentlichen Rechts besteuert. Hintergrund ist die heutige rechtliche Behandlung der in den alten Markgenossenschaften wurzelnden Realgemeinden, wonach sie vor allem hinsichtlich der Eigentumsverhältnisse und der Nutzungsrechte den Personengesellschaften teilweise näher stehen als einer juristischen Person im heutigen Sinne.
Die Realgemeinden sind auf die mittelalterlichen deutschen Flurverfassungen zurückzuführen. Diese schrieben vor, dass alle mit einer Hofstätte und Grundeigentum im Dorfe ansässigen Bauern ein gemeinsames Nutzungsrecht an der „gemeinen Mark“ hatten. Die altrechtlichen Gemeinschaften (Altgemeinden, Realgemeinden, Interessentenschaften) waren damit Selbstverwaltungseinheiten, die zwischen der bürgerlichen Privatgesellschaft und dem Staat standen. Sie gingen aus den alten Markgemeinden hervor, deren Gemeinheitsgut (die so genannte Allmende) sie verwalteten. Sie versahen Aufgaben, die im Allgemeininteresse der dörflichen Gemeinschaft lagen.
Mit der Bildung der politischen Gemeinde wurden bestimmte Aufgaben auf diese verlagert, während restliche Aufgaben – insbesondere solche, deren Erfüllung Grundeigentum erforderte – bei der altrechtlichen Gemeinschaft verblieben. Damit standen im Dorf zwei Selbstverwaltungseinheiten nebeneinander, die sich vor allem nach ihrem Mitgliederkreis unterschieden: Während die Mitgliedschaft in den altrechtlichen Gemeinschaften den Hofbauern im Dorf vorbehalten war, umfasste die Mitgliedschaft in der politischen Gemeinde auch andere Einwohner, also Familienangehörige, Gesinde, landlose Bauern und Angehörige anderer Berufe.
Die Mitgliedschaft in einer Realgemeinde richtet sich nach dem Rezess, durch den diese gegründet wurde. Üblich sind im Wesentlichen sowohl unselbständige Anteile, die an eine Hofstelle gebunden und nur zusammen mit dieser veräußert werden, als auch selbständige Anteile, die frei gehandelt werden.